# Geraldo de Souza Rodrigues
Geraldo de Souza Rodrigues (Porto Firme, 24 de octubre de 1963 - Belo Horizonte, 13 de abril de 2025) fue un prelado católico brasileño. Se desempeñó como obispo de Januária desde 2023 hasta su fallecimiento.